# 東洋町議会
東洋町議会（とうようちょうぎかい）は高知県安芸郡東洋町に設置されている地方議会である。

## 概要
・任期：4年（2026年1月29日迄）
・定数：9人
・議長：福島登（無所属）
・副議長：西岡尚宏（無所属）　　　　
（2025年現在）

## 議員一覧
| 議員番号 | 氏名        | 党派   |
| -------- | ----------- | ------ |
| １       | 大坪 千倫   | 無所属 |
| ２       | 廣田 斎史   | 無所属 |
| ３       | 安岡 良仁   | 無所属 |
| ４       | 髙畠 俊彦   | 無所属 |
| ５       | 武山 裕一   | 無所属 |
| ６       | 今宮 裕明   | 無所属 |
| ７       | 田島 毅三夫 | 無所属 |
| ８       | 欠員        | ー     |
| ９       | 福島 登     | 無所属 |

2025年現在